# Threnetes
Threnetes är ett fågelsläkte i familjen kolibrier. Det omfattar tre arter:
- Bandstjärtad eremit (T. ruckeri)
- Soteremit (T. niger)
- Vitstjärtad eremit (T. leucurus)